# Hesire
Hesire (varianten: Hesy-Ra, Hesy-Re, Hesira, Hesy) was een hoge ambtenaar tijdens de vroege 3e dynastie van Egypte. Zijn graf is bekend om zijn schilderingen en cederhouten panelen. Zijn naam betekent: "Geprezen door Re", zijn bijnaam is Hesi wat "Geprezene" betekent.

## Identiteit
Dankzij diverse afdrukken van kleizegels gevonden in de tombe van Hesire, is bekend dat de hoge ambtenaar leefde tijdens de regering van koning Djoser en onder koning Sechemchet.
De naam van Hesire is van belang voor egyptologen en historici, omdat het verbonden is met de god Re. Hij behoort tot de eerste hoge ambtenaar die zijn naam mocht koppelen aan de god Re, maar kreeg geen toestemming om de hiëroglief van de zonneschijf te gebruiken om Re's naam te schrijven. Dit werd alleen toegestaan aan de farao.
Mogelijke contemporaine hoge ambtenaren zijn: Netjeraperef, Achetaa, 
Chabaoesokar, Pehernefer en Metjen zij werkten tijdens de regering van Hoeni en Sneferoe. Al hun grafinscripties tonen aan dat het een welvarende tijd was waarin beide koningen leefden en de administratie aan het hof floreerde.

## Titels
Als hoge ambtenaar en priester droeg Hesire verscheidene titels:
- Vertrouweling van de koning (Egyptisch: Rech-Nesoet)
- Hoofd van de tien van Opper-Egypte (Egyptisch: Oer-medi-sjemaoe)
- Hoofd van Peh (Egyptisch: Oer-Peh)
- Hoofd van de tandartsen (Egyptisch: Oer-ibeh-senoe)
- Ouderling van Qed-hotep (Egyptisch: Semsoe-qed-hetep)
- Hoofd van de schrijvers (Egyptisch: Medjech-seshioe-nesut)
- Broer van Min (Egyptisch: Sen-Min)
- Magiër van Mehit (Egyptisch Hem-heka-Mehit)

Hesire is bekend om zijn unieke titels. De meest bediscussieerde titel is Oer-ibeh-soenoe. 
- Ibeh betekent "tand" of "ivoor",
- Soenoe is meervoud voor "pijlen" of "snijden" of "arts".

De volledige titel kan worden vertaald als: "Hoofd van de ivoorsnijders" of "Hoofd van de tandartsen".
Als de eerste vertaling correct is, was Hesire een professionele ivoorsnijder, een beroep dat vrij gewoon was en werd uitgeoefend sinds vroeg-dynastieke Periode. Als de tweede vertaling juist is, dan zou Hesire de allereerste persoon zijn in de Egyptische geschiedenis die zich officieel betitelde als beroepstandarts.

## Tombe

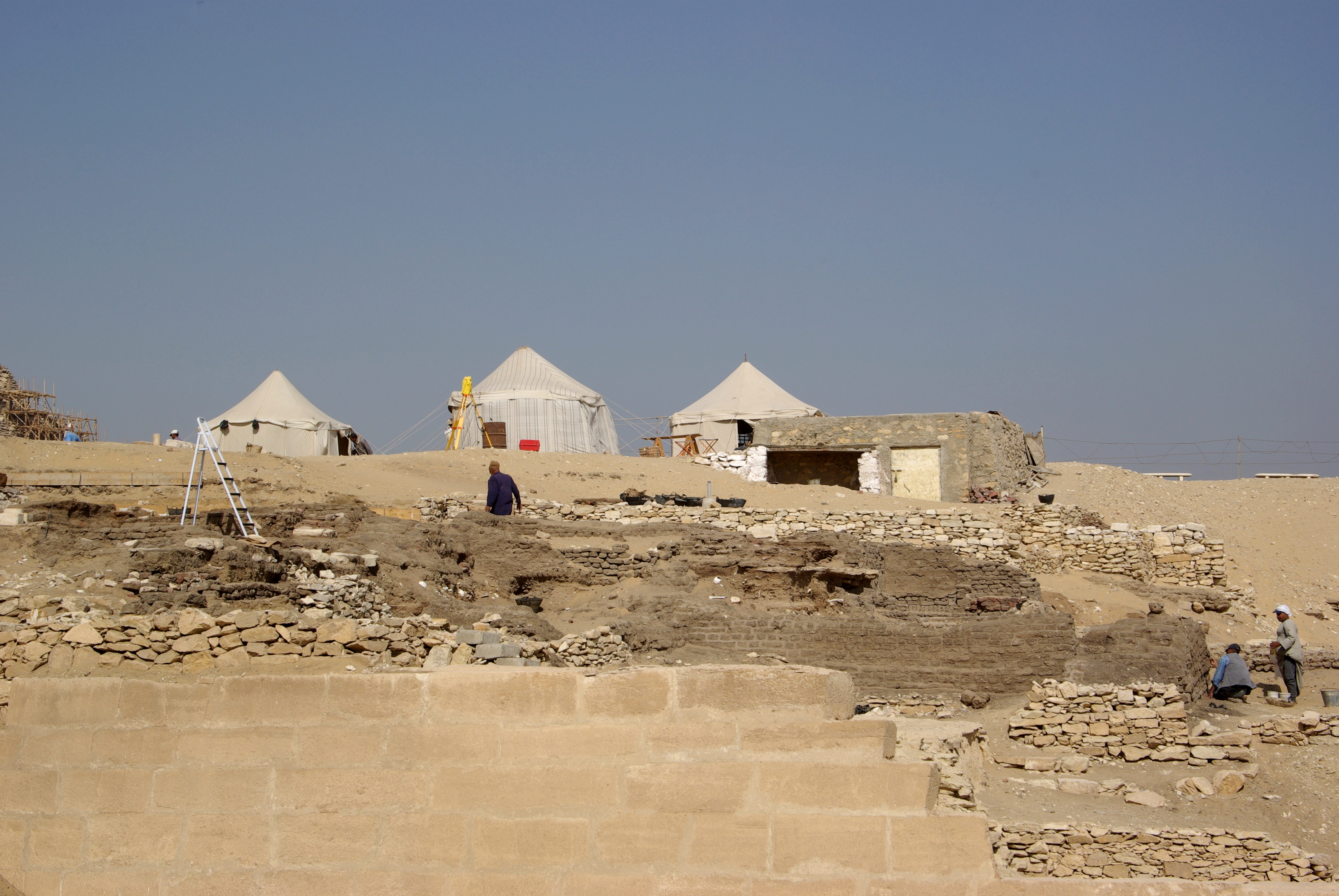
Opgravingen in het graf van Hesire

Hesire's graf, mastaba S-2405, ligt in Saqqara. Het werd ontdekt in 1861 door de Franse archeologen Auguste Mariette en Jacques de Morgan. De opgravingen startte in 1910 en eindigde in 1912. Ze werden georganiseerd en uitgevoerd door de Britse archeoloog James Edward Quibell.
Hesire's graf is gebouwd tussen verschillende andere mastaba's en het ligt ongeveer 260 meter ten noordoosten van de Piramide van Djoser. De afmetingen van de mastaba zijn 43 meter lang, 22 meter breedte en 5 meter hoog. Het werd gemaakt van geharde modderbakstenen. De binnen- en buitenmuren waren oorspronkelijk voorzien van witte kalksteen. De inrichting bevat een lange gang met verschillende kamers en kapellen.
In de tombe van Hesire zijn gedecoreerde cederhouten panelen gevonden. Op deze panelen wordt hij afgebeeld in verschillende leeftijdsfases. 
- De panelen dicht bij de ingang van het graf tonen Hesire als jonge man aan het begin van zijn carrière.
- Vlak bij de herdenkingskapel wordt hij getoond als man van middelbare leeftijd, op het toppunt van zijn carrière.
- Bij de herdenkingskapel wordt hij afgebeeld als een oude man, zittend op een offertafel en draagt strakke kleding.

De kunstenaar van de panelen accentueerde zelfs de leeftijd: het gezicht van Hesire veranderde van vrij glad tot gerimpeld en doorgezakt, afhankelijk van het stadium van leeftijd dat was bedoeld om te worden afgebeeld.
In de tombe zijn ook muurschilderingen aangetroffen. De  kleuren zwart, wit, geel, groen en rood werden gebruikt. De ornamenten bevatten strepen en ze imiteren rieten matten. Toen de schilderingen werden gevonden waren ze in zo'n goede staat dat de opgravers besloten om de gangen te vullen met puin om de kleuren te bewaren. De reliëfs tonen dagelijkse gebruikersvoorwerpen en onderdelen van spellen zoals een Mehen spelbord en een Senet speelset.

## Galerij

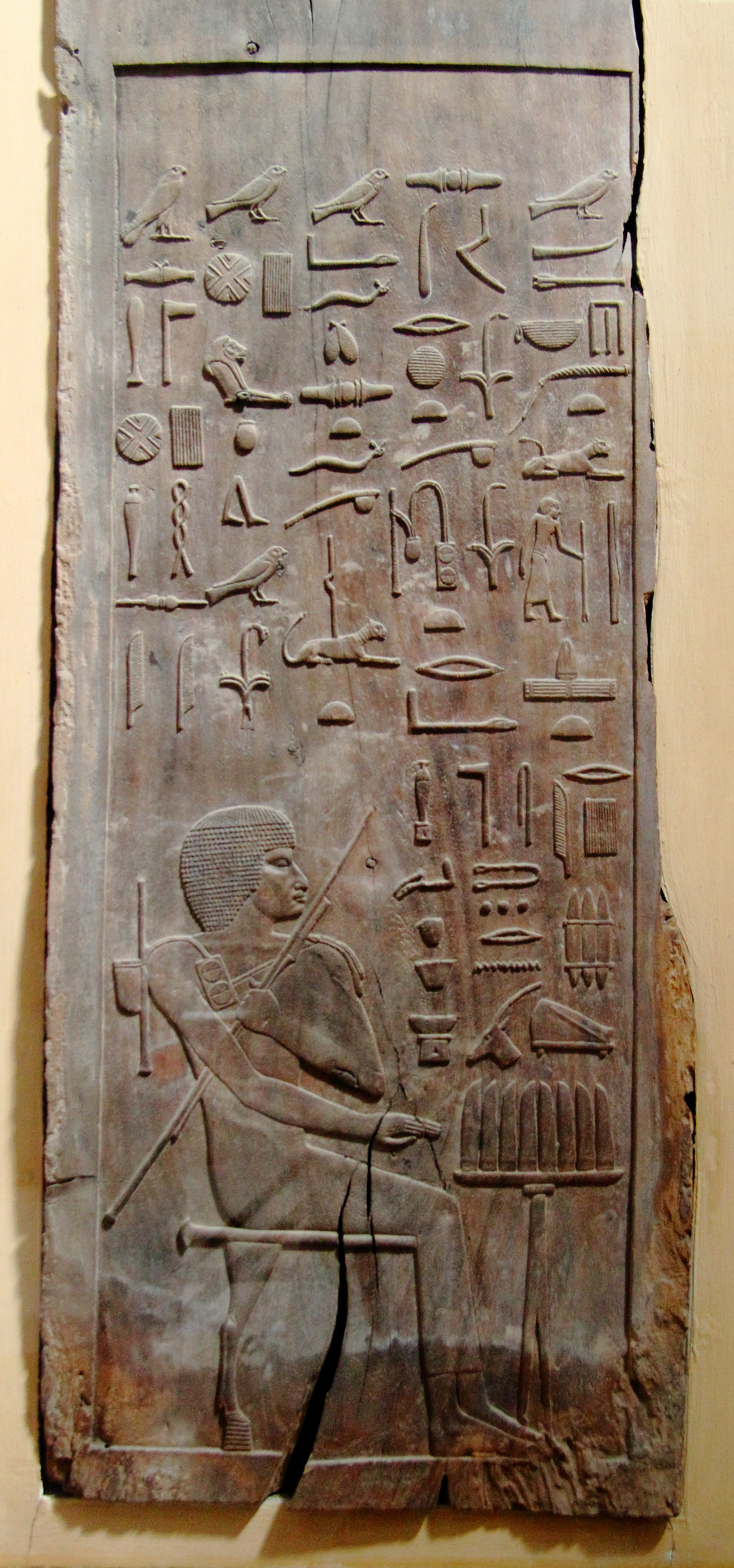
Cederhouten paneel
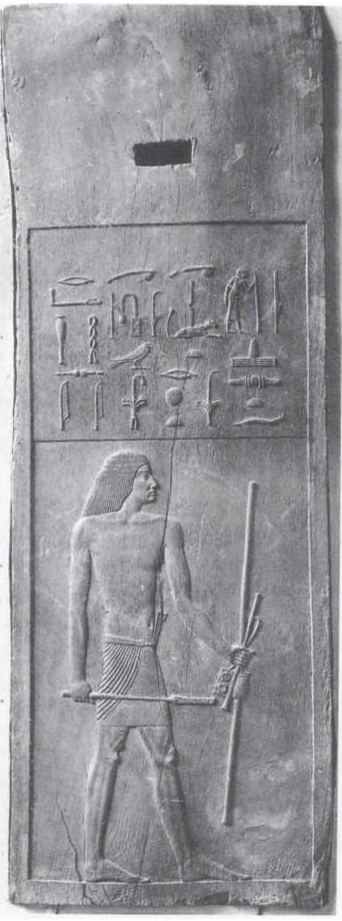
Cederhouten paneel
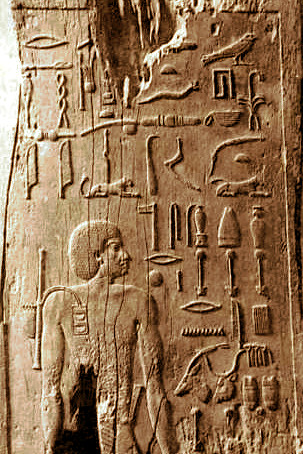
Cederhouten paneel
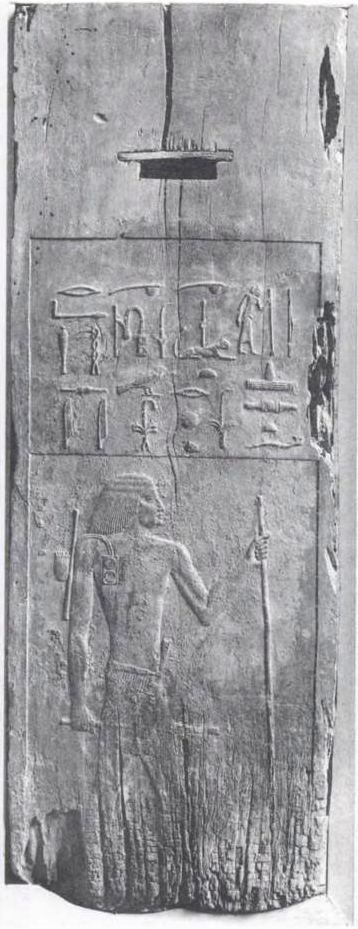
Cederhouten paneel
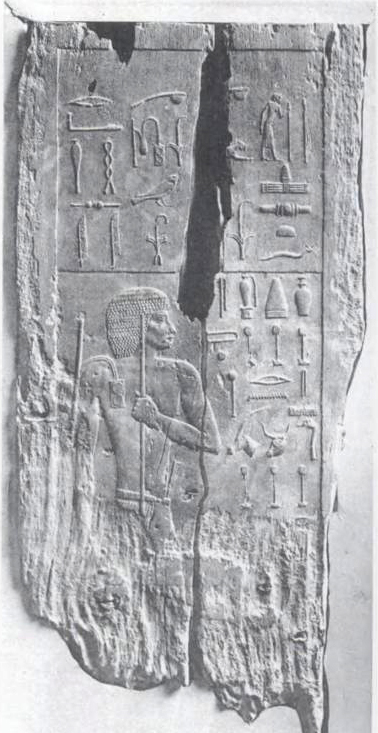
Cederhouten paneel